# Югозападна България (вестник)
„Югозападна България“ е български вестник, издаван в София от прилепчанеца Юрдан Иванов от 1893 до 1894 година.
Излиза веднъж седмично – всяка събота. Разглежда въпроси, свързани с България, българския национален въпрос и Балканите. Противопоставя се на революционната тактика за решаване на Македонския въпрос. От вестника излизат 28 броя. Вестникът публикува статии предимно за Македонския въпрос, но също така и за историята на българската журналистика. Вестникът се отнася в известна степен благосклонно към социализма в България. Отговорен редактор на вестника е преселникът от Южна Македония Сотир Такев. Печата се в София, в печатницата на Ив. П. Даскалов.
Програмната статия „Нашата програма“ на брой № 1 започва така:
| „ | Ний искаме да ратуваме въ защита интереситѣ на онази българска страна, която Берлинския Конгресъ откъсна отъ свободното Княжество и остави въ това сѫщото положение, въ което е била тя и прѣди този конгресъ - ще ратуваме за оная страна, която се казва Югозападна България или както историята я познава подъ името Македония. И ний ще работимъ, ще посвѣтимъ своитѣ сили за постиганието на горната цѣль, споредъ както можемъ и както разбираме, че ще бѫде по-добрѣ. Но трѣбва да заявимъ прѣди всичко и прѣдъ всѣкиго, че ний сме ратници на легална и слѣдователно на разумна почва; само по тозъ начин ний мислимъ, че ще бѫдемъ полезни на българитѣ въ оная страна. Всѣкакъвъ другъ способъ ний смѣтаме за врѣдителенъ не само за българитѣ въ Македония, но даже и за свободното Княжество, откѫдѣто всичко трѣбва да очакваме за подобрѣнието участьта на Юго-Западна България. | “ |